# レベッド型エアクッション揚陸艇
プロイェクト1206 「カルマル型」エアクッション揚陸艇 （ロシア語: проекта 1206 «Кальмар» 英語: Project 1206 "Kalmar"、ツツイカの意）は、ソビエト連邦／ロシアのエア・クッション型揚陸艇。ソビエト連邦の崩壊後はロシア海軍の所属となっている。NATOコードネームは「レベッド（英語: Lebed、ロシア語でハクチョウの意）」。 

## 開発
レベッド型揚陸艇は1970年代初頭、アイスト型エアクッション揚陸艇の運用実績を元に 主任設計者L.V.オジモフとオブザーバーであるソビエト連邦海軍（ソ連海軍）V.A.リトビネンコ二等艦長の元、アルマース中央海洋設計局で設計された。

## 設計
レベッド型揚陸艇は、アイスト型エアクッション揚陸艇を元に設計されたホバークラフトで、基本的な配置も踏襲していた。貨物室は艦体の中央にあり、艦橋と機関室は左右に分けられている。昇降用ランプも、艦正面の中央部に位置する。
機関室には、主機のMT-70ガスタービンエンジンが収められている。艦の推進はリングノズルを有する直径3.5mの4枚可変ピッチプロペラで行い、方向転換はプロペラ後方の垂直方向板で行う。
自衛および上陸時の援護用の兵装として、NSV重機関銃を連装砲にした12.7 mm "Utes-M"砲塔を1基艦首右舷に搭載した。
貨物室には、主力戦車なら1両、軽戦車や歩兵戦闘車、装甲兵員輸送車なら2両、歩兵なら120名、貨物なら37tを積むことができた。

## 運用
1972年に建造が始まり、レニングラードのアルマース造船所で2隻（D-456、D-235）、テオドシアのモーリエ造船所で18隻、合わせて20隻が1985年までに建造された。 レベッド型揚陸艇はイワン・ロゴフ級揚陸艦に搭載可能だったほか、当時ソ連海軍が開発中だった11780型揚陸艦への搭載も予定されていた。
ソ連崩壊後に退役が始まり、2000年には北方艦隊のD-154と、カスピ小艦隊のD-145とD-457の3隻のみ配備されていた。その後、D-154は2006年、残る2隻は2012年に退役した。

## 登場作品
レベッド型は1986年のトム・クランシーの小説『レッド・ストーム作戦発動』において登場し、偽装商船「ユリウス・フチーク号」からアイスランド奇襲侵攻を行うため発進している。 

## 参考資料
1. 1 2 3  “Air-cushion landing craft - Project 1206”. russian-ships.info (2012年). 2012年6月18日時点のオリジナルよりアーカイブ。2020年5月6日閲覧。